# انقراض هم‌زمان
انقراض هم‌زمان (به انگلیسی: Coextinction) و در معرض تهدید هم‌زمان (cothreatened) به پدیده‌های از بین رفتن یا کاهش یک گونه میزبان که منجر به از بین رفتن یا به خطر افتادن گونه دیگری وابسته به آن می‌شود، گفته می‌شود که به‌طور بالقوه سبب بروز اثر آبشاری در سطح تغذیهای می‌شود. این اصطلاح توسط نویسندگان Stork و Lyal (1993) ابداع شد و در ابتدا برای توضیح انقراض حشرات انگلی به دنبال از دست دادن میزبان‌های خاص آنها استفاده شد. این اصطلاح اکنون برای توصیف از دست دادن هر گونه برهم‌کنش از جمله رقابت با همتایان خود و گیاه‌خواران متخصص با منبع غذایی خود استفاده می‌شود. انقراض همزمان به ویژه زمانی که یک گونه کلیدی منقرض می‌شود رایج است.
- دودو و تامبالاکوک، به عنوان یک نمونه فرضی نزدیک به انقراض هم‌زمان پیشنهاد شد که آشکار شد بسیار پیچیده‌تر است.